# René Ngongo
Pour les articles homonymes, voir Ngongo.
René Ngongo, né en octobre 1961 à Goma, au Congo-Léopoldville, est un biologiste, écologiste et militant politique congolais.  Il est connu pour son combat pour la protection de la forêt congolaise et son activité au sein de l'Organisation Concertée des Écologistes et Amis de la Nature (OCEAN). Il est récipiendaire du prix Nobel alternatif en 2009.

## Biographie
René Ngongo grandit à l’ombre du Parc national des Virunga, parc que ses populations de gorilles et sa biodiversité ont rendu célèbre dans le monde. C'est dans cet environnement que naît sa passion pour les forêts. Je rêvais de devenir conservateur, raconte-t-il. Je trouvais extraordinaire que des gens puissent consacrer leur vie entière à cette nature magnifique.. Aujourd'hui[Quand ?], il vit à Kinshasa avec son épouse et ses quatre enfants, qu'il considère comme une source d'inspiration pour son travail.
En 1987, il est diplômé de l'Université de Kisangani en biologie et se spécialise dans la protection de la faune. À la fin des années 1980, la publication de cartes satellite est un déclic pour René Ngongo, qui avait noté la raréfaction du gibier. On a constaté que la savane remplaçait progressivement la forêt ! .
Les forêts, proies faciles pour l’industrie forestière et monnaie d’échange évidente dans les relations internationales prennent alors une place prépondérante dans l'action de René Ngongo, ce militant dans l'âme. Même pendant la guerre (1998-2003) et malgré des conditions dangereuses, il ne cesse jamais de faire pression afin de mettre fin à l'exploitation illégale des ressources naturelles de son pays, rassemblant de nombreuses preuves de l'exploitation des forêts et des minerais. La forêt congolaise est la deuxième forêt tropicale au monde.
En 1994, il crée l'Organisation Concertée des Écologistes et Amis de la Nature (OCEAN) pour donner une voix et des infrastructures à la société civile congolaise dans sa lutte contre la destruction des forêts.
Expert dans le domaine des impacts de la destruction environnementale dans le bassin forestier du Congo, René Ngongo travaille également beaucoup  avec les communautés forestières afin de promouvoir leurs droits relatifs à la protection des forêts et à la conservation de l'environnement. La déforestation est responsable de 20 % des émissions annuelles de gaz à effet de serre, soit plus que le secteur global du transport : Elle n'est pas un bon moyen de répondre à la pauvreté du Congo. "Des villageois se voient offrir des boulots, grassement payés : 1 dollar par jour ! Et cela les amène à délaisser leurs cultures vivrières.....
L'objectif premier de René Ngongo est de promouvoir des modèles durables d'utilisation des terres pour combattre la « culture sur brûlis » et pour assurer, à la population locale, nourriture, bois et un meilleur revenu; car la forêt est tout à la fois un supermarché, une pharmacie et un héritage.
Depuis 2004, René Ngongo collabore avec Greenpeace. À partir de 2008, il devient Conseiller politique du premier bureau de Greenpeace à Kinshasa, et défie gouvernements et organisations internationales afin d'assurer la transparence dans les réformes forestières.
En décembre 2009, René Ngongo a écrit, au nom de Greenpeace, une lettre ouverte adressée au ministre de l'Environnement de la République Démocratique du Congo lui demandant de prendre ses responsabilités.
Prévenir la dégradation de la forêt est aujourd’hui, plus que jamais, le combat de celui qui, enfant, admirait tant les éléphants.
En 2014, René Ngongo créée avec Renzo Martens (en) la coopérative Cercle d'art des travailleurs de plantation congolaise à Lusanga. Elle comprend 19 membres et il en est le président à cette date.

## Reconnaissance
René Ngongo est récipiendaire du prix Nobel alternatif en 2009, « pour son courage à affronter les forces qui détruisent les forêts tropicales du Congo et le soutien politique pour leur conservation et utilisation durable ».

## Citations

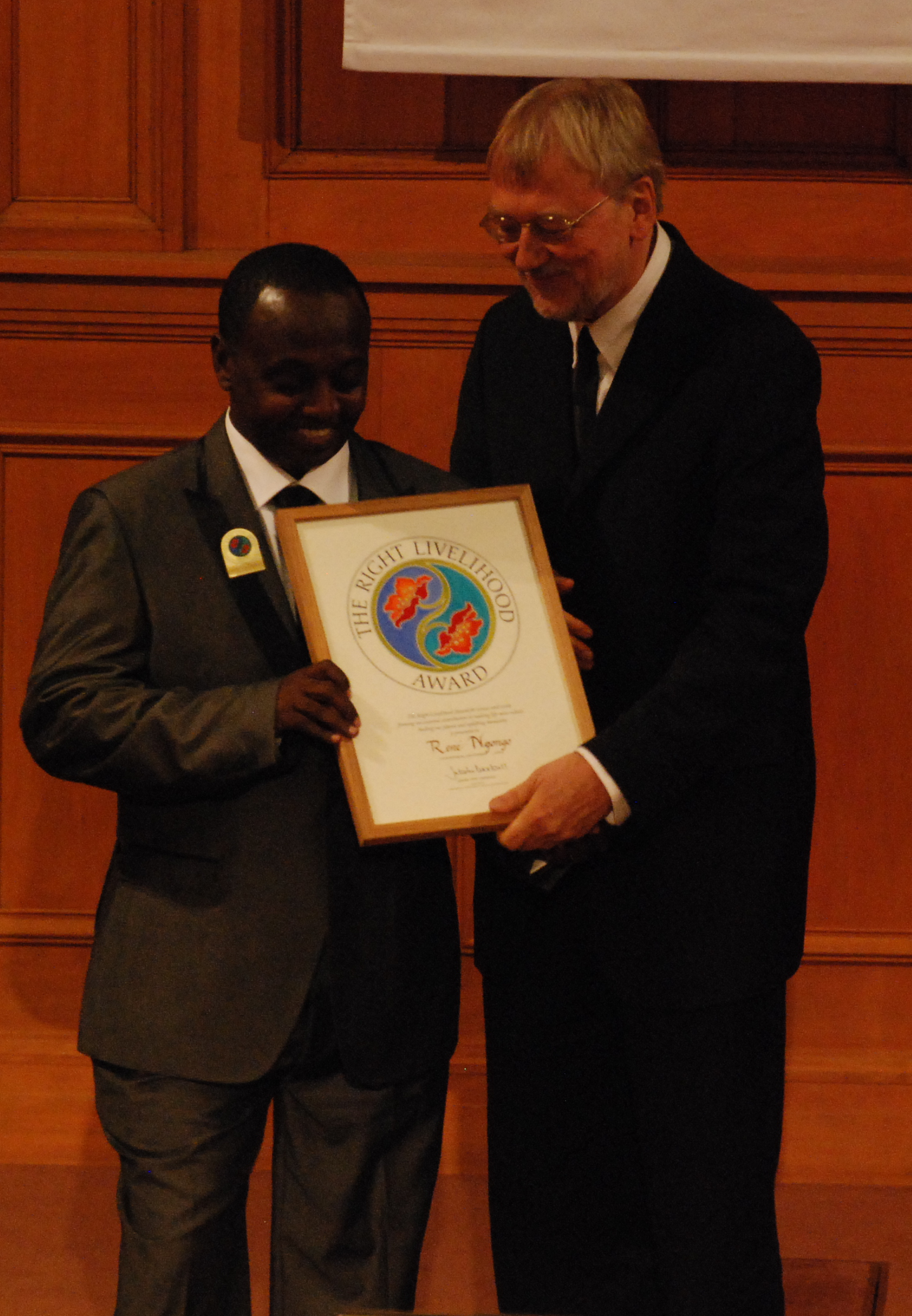
Prix Nobel alternatif 2009

Nous avons besoin de protéger les forêts du bassin du Congo afin d'assurer la survie des générations futures. La riche biodiversité de nos forêts pourrait très bien nous aider, et aider nos enfants à s'adapter à un climat qui change, ce qui est, hélas, de plus en plus nécessaire. Nous ne parviendrons à sauver les forêts du bassin du Congo qu’en travaillant ensemble au niveau local, national et international Discours d'acceptation du prix Nobel alternatif 2009.